# Popsicle
Popsicle è la marca più antica di ghiaccioli.

## Storia
Nel 1905, a San Francisco, l'undicenne Frank Epperson lasciò una limonata fuori dal porticato, in un contenitore con dentro uno stecchetto. Nella notte la temperatura scese sotto 0 °C e la bibità gelò. Il giorno dopo Frank vide quello che era successo e chiamò la bibita ghiacciata con lo stecco "Epsicle" (da Epperson-icicle). Aspettò 18 anni, fino al 1923, prima di presentarlo al pubblico, per poi brevettare un "gelato ghiacciato con uno stecco", che egli chiamò Popsicle, forse su consiglio dei suoi figli. Tale ghiacciolo era originariamente disponibile in sette gusti. Due anni dopo vendette i diritti alla Joe Lowe Company di New York. Oggi è un marchio registrato dalla Good Humor-Breyers, un'azienda controllata da Unilever.